# Pribéstlabo da Sérvia
Pribéstlabo (em grego medieval: Πριβέσθλαβος; romaniz.: Pribésthlabos; em latim: Pribesthlabus/Preuuisclao; em sérvio: Прибислав; romaniz.: Pribislav; lit. "o Primeiro-Glorificado"), também conhecido como Pribéstlabo Filho de Mutímero (em sérvio: Прибислав Мутимировић; romaniz.: Pribislav Mutimirović), foi um Príncipe da Sérvia (arconte) do século IX, filho do príncipe Mutímero (r. 850–891).

## Vida

Árvore genealógica da Casa de Blastímero

Ele era o filho mais velho príncipe Mutímero (r. 850–891) e irmão de Brano e Estêvão, tendo nascido ca. 845/850. Por ser o filho mais velho, era o potencial herdeiro ao trono sérvio, o que explicaria o porque de seus irmãos serem enviados como reféns aos búlgaros do cã Bóris I (r. 852–889) durante sua marcha em direção a fronteira da Ráscia na década de 860. Na década de 880, Mutímero tomou o trono, exilando seus irmãos Estrímero e Ginico e Clonímero, filho de Estrímero, ao Canato da Bulgária. Pedro, filho de Ginico, foi mantido na corte sérvia por Mutímero por razões políticas, mas ele logo fugiu para Branimiro da Croácia (r. 879–892).
Mutímero morreu em 890/891, deixando o trono para seu filho Pribéstlabo. Ele reinou por apenas um ano, pois Pedro retornou em 892, derrotou-o em combate e tomou-lhe o trono, obrigando Pribéstlabo a fugir à Croácia com seus irmãos. Em 894, Brano retornou e liderou rebelião mal-sucedida contra Pedro, sendo derrotado, capturado e cegado (à bizantina), enquanto Pribéstlabo foi à capital bizantina, onde criou seu filho Zacarias (r. 921–924).